# 38667 de Lignie
38667 de Lignie è un asteroide della fascia principale. Scoperto nel 2000, presenta un'orbita caratterizzata da un semiasse maggiore pari a 2,606296 UA e da un'eccentricità di 0,237984, inclinata di 3,738412° rispetto all'eclittica. Ha un diametro di 1,982 km.